# Карачинов
Карачинов (укр. Карачинів) — село в Ивано-Франковской поселковой общине Яворовского района Львовской области Украины.
Население по переписи 2001 года составляло 515 человек. Занимает площадь 1,604 км². Почтовый индекс — 81086. Телефонный код — 3259.